# Nikola Gut-Keled
Nikola Gut-Keled je bio ban cijele Slavonije (1240. – 1241.), a istu je dužnost obnašao prije njega njegov brat Apaj. 1241. godine rodu Gut-Keled bansku titulu Slavonije preuzima Dionizije od plem. Türje od 1241. pa sve do 1245., potom Ladislav od plem. Kán (1245.) i Rastislav Mstislavić (1247.) godine.
Njihov treći brat Dragun bio je otac Stjepana Gut-Keleda koji vraća titulu slavonskih banova rodu Gut-Keled 1248. godine.